# Monteros (Tucumán)
Monteros is een plaats in het Argentijnse bestuurlijke gebied Monteros in de provincie  Tucumán. De plaats telt 23.771 inwoners.

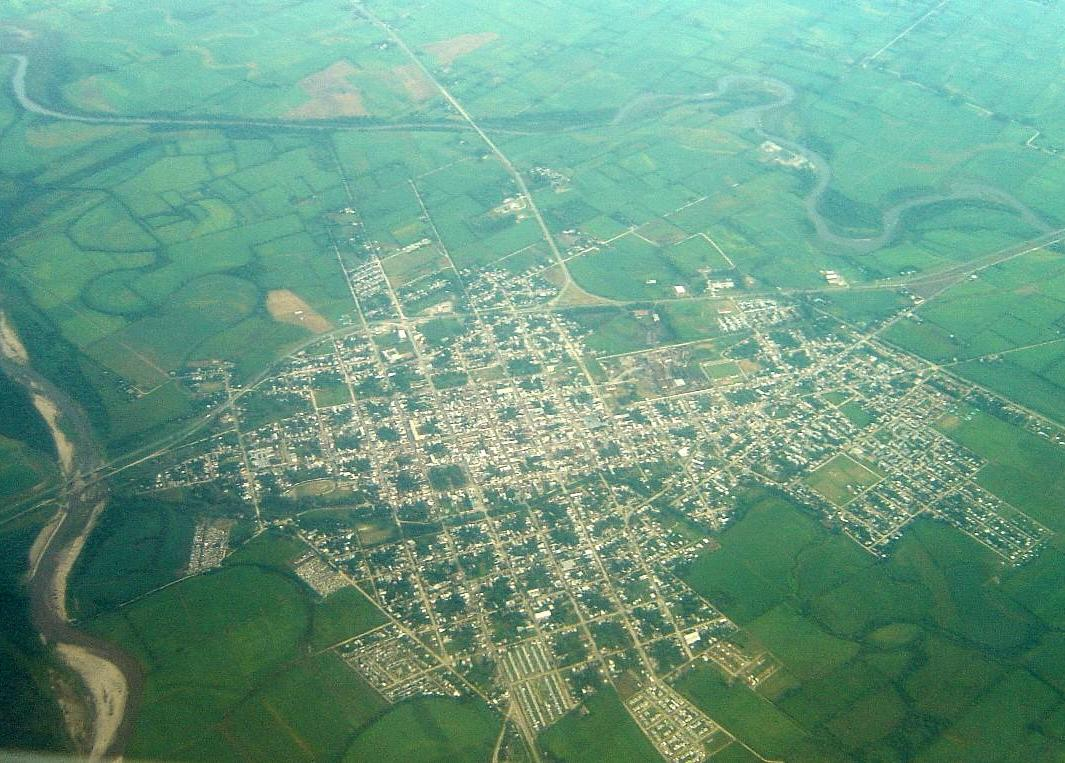
Monteros
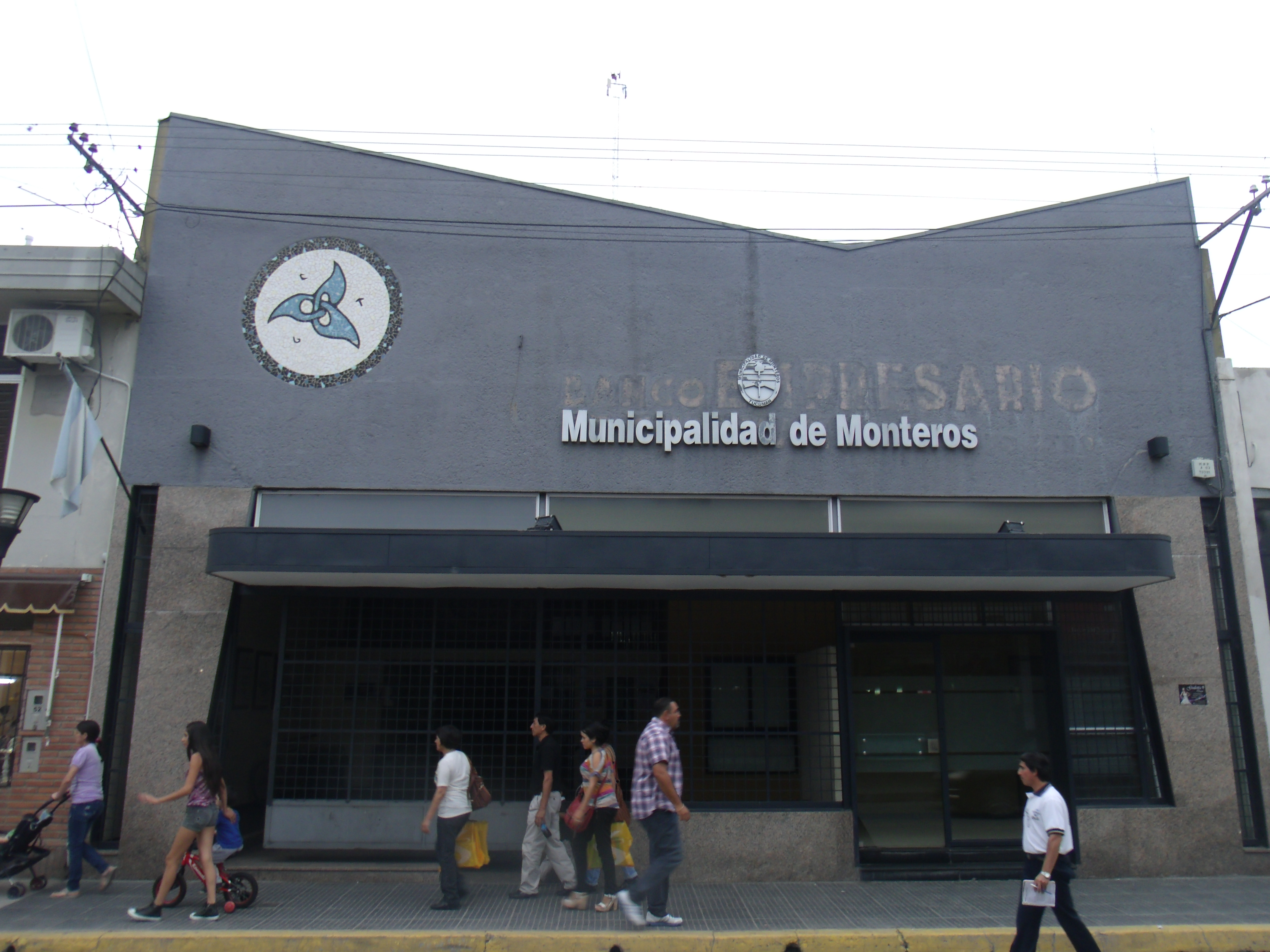
Gemeentehuis
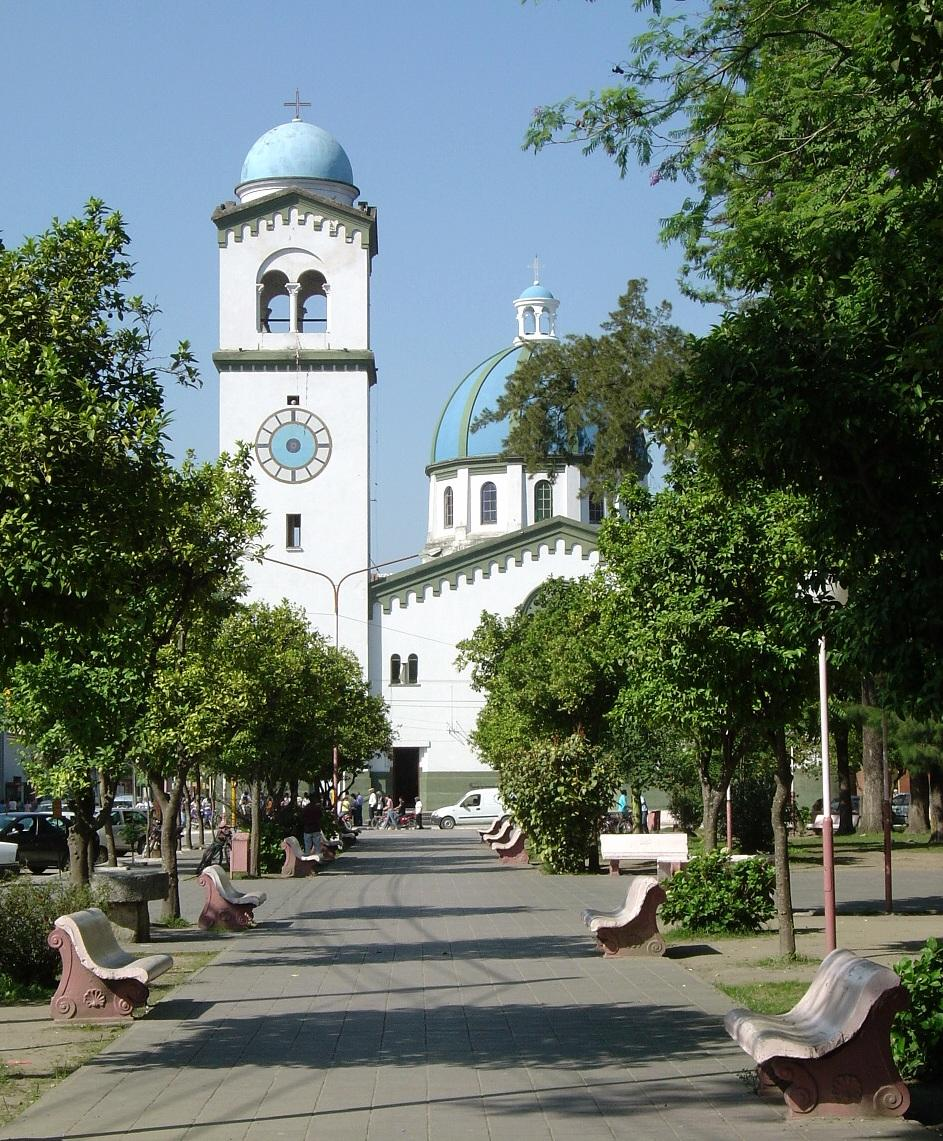
Kerk in Monteros
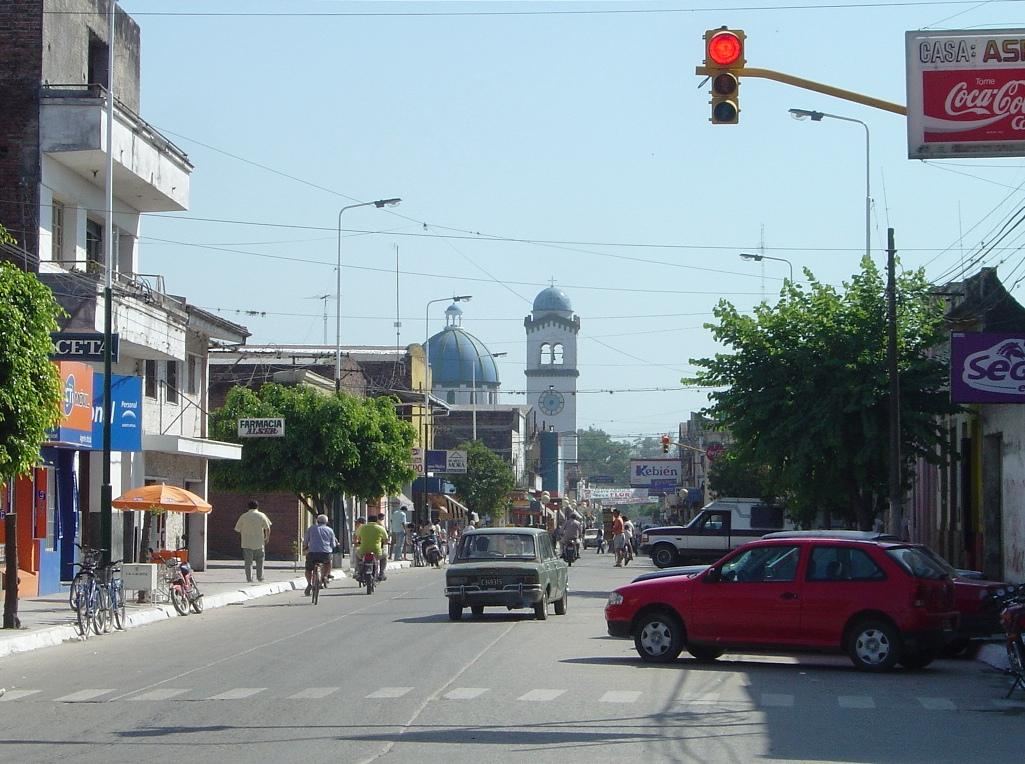
Calle Colon, straat in Monteros
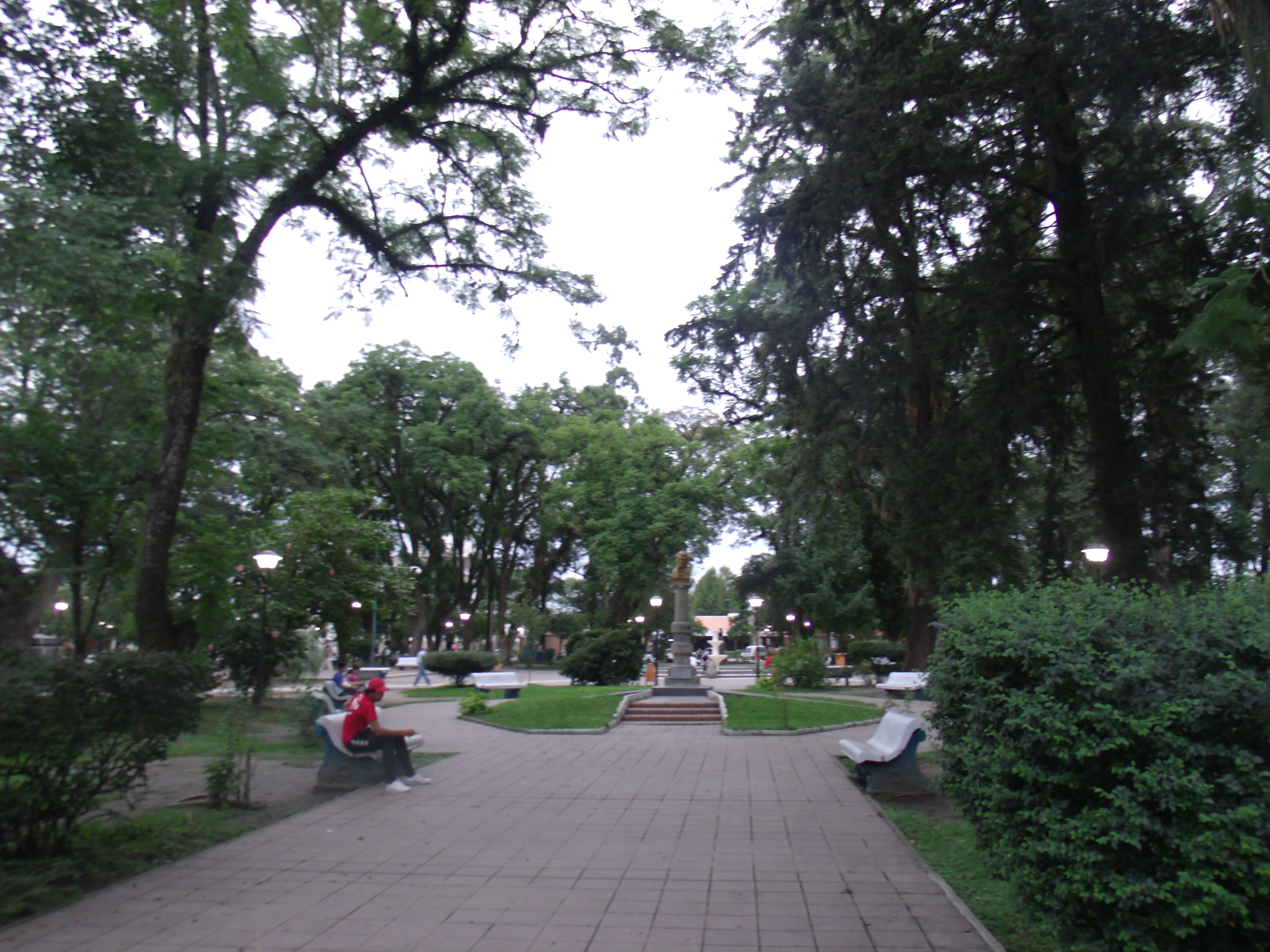
Plaza Aráoz